# Bussy-les-Daours Communal Cemetery
Bussy-les-Daours Communal Cemetery is een begraafplaats gelegen in de Franse plaats Bussy-les-Daours (Somme). De militaire graven worden onderhouden door de Commonwealth War Graves Commission.
De begraafplaats telt 2 geïdentificeerde Gemenebest graven uit de Eerste Wereldoorlog.